# 井垣北城
井垣 北城（いがき ほくじょう、1912年 - 1984年）は、書家、本名井垣春太郎。書は柳田泰麓に師事し、和歌は斎藤茂吉に師事した。
三子あり、内井垣清明が北城書社を継承。
北城書社を主宰。日展同人。

## 書体
顔真卿を彷彿とさせる力強さが特徴。作品としては隷書・篆書が多いが、草書作品もその力強さから芸術的価値は高い。